# Niviventer
Niviventer — рід пацюків (Rattini), що родом з південної і Південно-Східної Азії. Середовищем проживання є різноманітні лісові форми, як низовинні, так і гірські. Вони можуть жити як на землі, так і на деревах.

## Морфологічна характеристика
Довжина голови і тулуба від 101 до 205 мм і довжина хвоста від 112 до 270 мм і вага до 176 грамів. Волосяний покрив м'який і вовнистий, густо усипаний приплюснутими довгими колючими волосками. Дорсальні частини від червонувато-коричневого до сірувато-коричневого, а черевні частини білого чи кремового забарвлення. Лінія поділу вздовж боків чітка. Мордочка довга і загострена, очі й вуха великі. Лапи довгі й тонкі, за винятком двох видів, де вони короткі й широкі, пристосовані до переважно деревного життя. Хвіст значно довший за голову і тулуб, іноді оснащений кінцевим пучком і вкритий кільцями луски, кожне з яких супроводжується трьома волосками.

## Види
1. Niviventer andersoni
2. Niviventer brahma
3. Niviventer bukit
4. Niviventer cameroni
5. Niviventer confucianus
6. Niviventer coninga
7. Niviventer cremoriventer
8. Niviventer culturatus
9. Niviventer eha
10. Niviventer excelsior
11. Niviventer fengi
12. Niviventer fraternus
13. Niviventer fulvescens
14. Niviventer gladiusmaculus
15. Niviventer hinpoon
16. Niviventer huang
17. Niviventer lepturus
18. Niviventer lotipes
19. Niviventer mekongis
20. Niviventer niviventer
21. Niviventer pianmaensis
22. Niviventer rapit
23. Niviventer sacer
24. Niviventer tenaster